# Hřešice
Hřešice jsou vesnice, část obce Pozdeň v okrese Kladno ve Středočeském kraji. Leží dvanáct kilometrů západně od Slaného, Hřešice leží nad soutokem Hřešického a Bakovského potoka na cestě z Pozdně do Srbče.

## Historie
První písemná zmínka o Hřešicích pochází z roku 1266, kdy ve vsi sídlil vladyka Budislav. Roku 1362 daroval probošt Záviš z Račiněvsi plat z Řešic k oltáři svatého Urbana v chrámu svatého Víta. Není známo, zda Závišovi patřila celá vesnice nebo jen její část. Panským sídlem ve vesnici byla tvrz, kterou ve druhé polovině čtrnáctého století vlastnil Petřík z Hostivař. Roku 1403 daroval spolu s Vítkem z Hostivař a Mikšem z Řešic platy lounskému klášteru. Petřík neměl děti, a aby statek po jeho smrti nepropadl odúmrtnímu právu, zapsal dluh 300 kop grošů Vítkovi z Hostivař, Maříkovi, který byl písařem menších zemských desek a svému bratrovi Chotěborovi, faráři v Kolovratech. Vítek, Mařík a Chotěbor panství převzali o dva roky později a Petřík v Hřešicích zůstal jen jako jejich šafář, kterým zůstal až do smrti v roce 1415.
Hřešice se potom jako odúmrť snažil získat pražský purkrabí Vykéř, ale Chotěbor snadno doložil, že vlastnické právo náleží jemu a jeho společníkům. Část vsi ve stejné době patřila Janovi z Řešic, jehož díl pravděpodobně v roce 1419 vlastnil Prokop ze Skal. Tvrz zanikla nejspíše už v patnáctém století a nejpozději v letech 1535–1540, kdy Václav Kekule ze Stradonic Řešice prodal Jetřichovi Reichlovi z Reichu. Ten vesnici připojil k Srbči.
Poloha tvrze je neznámá, ale Ferdinand Velc uvedl, že k tvrzi patřil také pivovar, jehož sklepní zříceniny se nalézají v čísle popisném 12. Z hřešických pověstí je asi nejznámější pověst O odvážné dívce.
Ve vsi byly v roce 1932 evidovány tyto živnosti a obchody: důl Anna Metropolitní kapituly v Praze, důl Union, družstvo pro rozvod elektrické energie v Hřešicích, dva hostince, kovář, dva rolníci, dva obchody se smíšeným zbožím, trafika.

## Obyvatelstvo
| Rok            | 1869 | 1880 | 1890 | 1900 | 1910 | 1921 | 1930 | 1950 | 1961 | 1970 | 1980 | 1991 | 2001 | 2011 | 2021 |
| -------------- | ---- | ---- | ---- | ---- | ---- | ---- | ---- | ---- | ---- | ---- | ---- | ---- | ---- | ---- | ---- |
| Počet obyvatel | 206  | 202  | 164  | 181  | 162  | 166  | 191  | 141  | 147  | 137  | 106  | 71   | 65   | 165  | 112  |
| Počet domů     | 30   | 31   | 34   | 35   | 34   | 34   | 41   | 48   | 40   | 39   | 33   | 45   | 45   | 48   | 51   |

## Obecní správa
Při sčítání lidu v letech 1850–1979 Hřešice byly samostatnou obcí, se kterým patřily nejprve do okresu Slaný, ale v roce 1950 v okrese Nové Strašecí a od roku 1960 v okrese Kladno. Od 1. ledna 1980 jsou částí obce Pozdeň v okrese Kladno.

## Pamětihodnosti
Hned za vsí směrem k Srbči je Babinecký rybník. Hřešice a Srbeč jsou od sebe vzdálené tři kilometry. Na této trase je možno se zastavit u Dubového nebo Spáleného rybníka. K Dubovému rybníku se váže pověst O dubové chaloupce. Kaplička ve vsi a boží muka při výjezdu ze vsi směrem k Srbči jsou bez datace.